# الهفت الشريف
الهفت الشريف هو كتاب علوي باطني منسوب إلى جعفر الصادق برواية المفضل بن عمر الجعفي، يتحدث مسائل الدين بطريقة باطنية صوفية حيث يتناول محاور كالخلق وتناسخ الأرواح وغيرها، وقد أجمع أغلب علماء الشيعة الإمامية الجعفرية على التشكيك في نسبة هذا الكتاب إلى جعفر الصادق. بينما يعترف به العلويون الذي يتوافق مع بعض عقائدهم.